# NGC 4363
NGC 4363 este o galaxie spirală situată în constelația Dragonul. A fost descoperită în 10 decembrie 1797 de către William Herschel.